# 八木麻衣子
八木 麻衣子（やぎ まいこ、1986年7月12日 - ）は、日本の女優であり、タレントである。愛知県名古屋市出身。元ケイダッシュステージ所属（ - 2015年2月28日）。現在は、フリーにて活動中。

## 人物

### 来歴
ファッション誌の読者モデルを経て、女優へ転身。
名港幼稚園、藤山台小学校、藤山台中学校を卒業し、聖カピタニオ女子高等学校へ入学。
高校時代は、漫画「ホイッスル!」に影響されてサッカー部に所属。ポジションは左ハーフ。

在学中、友人が留学すると聞き、当時英語が得意であった事もあり、自身も留学を決意。

高校1年生の終わりから、ニュージーランドにあるサザンクロス語学学校へ約1年間、海外留学をした。

帰国後、高校2年生となり、4年かけて高校を卒業する事となった。
高校を卒業後、上京し推薦枠にて上智大学外国語学部 英語学科へ入学。

大学3年生の時点で、某IT系企業への内定が決まっていたが、モデル業の楽しさから、内定を辞退。

わざと単位を落として留年し、5年かけて大学を卒業した。
2016年11月、役者としての活動休止を宣言。2016年12月26日、自身のブログにて妊娠5ヶ月であると公表した。
2017年5月23日に第一子（長女）を出産。

### 嗜好
好きな女優は、永作博美、倍賞千恵子、松坂慶子、メリル・ストリープ。好きな俳優は、加瀬亮。さらに、白洲次郎と初音ミクをこよなく愛する。
好きな映画は、人のセックスを笑うな、花様年華、ミッドナイト・イン・パリ、ホノカアボーイ、しあわせのパン、月曜日のユカ、ソフィーの選択、など。
好きな海外ドラマは、フルハウス、愉快なシーバー家。
好きな食べ物は、カボチャ、納豆、白子、硬めにゆでたカリフラワーなど。
津森千里（ツモリチサト）デザインのパジャマ（林檎柄、等）を愛用。

### その他
海外への渡航経験は、高校時代に留学したニュージーランドの他に、アメリカ、台湾、インドネシア、中国、スペイン、イタリア、フィリピン。
自他共に認める「芸能界一のぼっち女優」である。また、本人も友達が少ないことを度々ネタにしている。
身長は公称158cmだが、実際は156cmである（ニコニコ生放送にて本人が訂正）。

## 取得資格等
- TOEIC 935点
- 英検 準1級
- 数学検定 準2級
- 漢字検定 準2級
- ColorMaster 4級
- イマジンプラス認定 デジマナ検定
- マウス熟練度 5級
- バーベキュー奉公検定
- 坂本龍馬検定 初級
- パソコン検定 5級
- 日本語検定 Bランク
- 都道府県検定 5級
- 数え方検定 5級
- Excel 4級 実技試験
- Word 4級
- PowerPoint 4級
- デジタルカメラ部門 4級
- パソコンネット操作部門 4級
- タイピング部門 4級
- アニメ部門 4級
- グラフィック部門 4級
- セキュリティ部門 4級

## 出演

### テレビ
- TBS 「Take Me Out」（2009年 - 2010年）
- フジテレビ 「1924」（2010年 - 2011年）
- TBS 「アカデミーナイト」（2010年6月）
- 日本テレビ 「読モ!」（2010年 - 2011年）
- フジテレビ 「その顔が見てみたい」（2010年12月）
- 日本テレビ 「恋のから騒ぎ」（2011年1月8日）
- TOKYO MX 「ドクモ♥カフェTV」 （2011年4月）
- 日本テレビ 「しか〜も!!」メジ〜カNo.19[6]（2011年5月 - 2012年3月）
- 日本テレビ 「24時間テレビ 「愛は地球を救う」」（2011年8月21日）
- 日本テレビ 「iCon」（2011年11月1日）
- 山陰中央テレビ 「モテ男ナビ!2」（2012年3月）
- テレビ東京 「淳の乾杯してみたっ！」（2012年）
- BS朝日 「テイバン.tv」（2012年4月20日）
- テレビ朝日 「もう一度見たいのは誰だ！世界の魔術！幻術！奇術！超マジシャンズリーグ」（2012年8月18日）
- 日本テレビ 「嵐にしやがれ」（2012年12月9日）
- テレビ朝日 「甘王の共感スクール」（2013年）
- フジテレビ 「キスマイBUSAIKU!?」（2013年11月3日）
- TOKYO MX 「真夜中のおバカ騒ぎ!」（2015年2月1日）

### 雑誌
- 「Ray」 元専属読者モデル
- 「CanCam」
- 「ViVi」
- 「mina」
- 「SEDA」
- 「Steady.」
- 「美人百花」
- 「CUTiE」
- 「ar」
- 「non-no」
- 「PopSister」
- 「bea's up」
- 「CARトップ」（2014年7月号）表紙＆巻末グラビア

### インターネット
- 美女暦 （2010年[7]）
- NHKワールド 「TOKYO FASHION EXPRESS」（2012年8月7日）
- ニコニコ生放送 「女生主3人で対談してみた」（2014年）
- ニコニコ生放送 「ケイダッシュステージの殴るなら殴れ!!」（2011年 - 2015年、ニコジョッキー）
- 魚住誠一  ModelTalks[8] （2014年）
- SHOWROOM 「ダッシュの女神」[9]（2014年）

…その他、YouTubeで検索すると数多くの動画が投稿されている。

### ファッションショー
- 「AGE STOCK」
- 「HOUSE NATION」
- 「Rayナイト」
- 「Shibuya Bridal Collection」

### 映画
- マメヒコピクチャーズ 第1回作品 「紫陽花とバタークリーム」[11] （監督:井川啓央、2012年）
- マメヒコピクチャーズ 第2回作品 「さよならとマシュマロを」[11] （監督:井川啓央、2013年）
- ARC FILM 「カラス姫」（2015年）
- 写真映画「終末の獣たち」（監督：佐々木優大、2018年）

### 舞台
- アロッタファジャイナ第13回公演「国家〜偽伝、桓武と最澄とその時代」[12]（2013年3月27日 - 3月31日）
- W-Speaks第6回公演「アクトレースCUP」[13]（2013年6月6日 - 6月9日）
- Air studioプロデュース「GO,JET! GO! GO! ZERO」[14]（2013年6月27日 - 7月3日）
- Air studioプロデュース「GO,JET! GO! GO! vol.6〜追憶のブルージーン・クリスマス」[14]（2013年12月17日 - 12月23日）
- Air studioプロデュース「君死にたまふことなかれ」[14]（2014年7月3日 - 7月7日）
- 演劇ユニットHINATA＊SENCE 第3回公演「女友達〜千夜子の場合〜」[15]（2014年9月3日 - 9月7日）
- 劇団空間エンジンプロデュース「Juriet〜ジュリエット〜」[14]（2014年10月8日 - 10月13日）
- M.Ohmura Independent Actor's Works 公演 短編戯曲集「人間ルネサンス　わたしはこんなひとをみた。（草花や樹木より）」[16]（2014年12月8日）
- FUN Entertainment 本公演vol.5「神様のおしごと」[17]（2015年2月27日 - 3月1日）
- M.Ohmura Independent Actor's Works 公演 短編戯曲集「人間ルネサンス」[18]（2015年4月29日）
- 日本のラジオ 第11回公演「カナリヤ」[19]（2015年5月29日 - 6月3日）
- シアターノーチラス ＃18「水槽」[20]（2015年7月24日 - 7月29日）
- 俺は見た 第3回公演 「他人と一緒に住むという事」[21]（2015年9月8日 - 9月13日）
- Oi-SCALE 「リクレイムド ランド」[22]（2015年10月21日 - 10月26日）
- 有末剛 緊縛夜話 第十一夜 「女子校育ち呪縛篇」[23]（2015年11月29日）
- 劇団きのこ牛乳 11本目公演 「へらへら時計」[24]（2015年12月3日 - 12月6日）
- 劇団肋骨蜜柑同好会 第7回公演 「はじめてのるすばん 荒野編／百貨店編」（2016年3月8日 - 3月13日）

### イベント
- W-Speak第6回公演「アクトレースCUP」ドラフトイベント（2013年）
- 水墨画家CHiNPAN監修 女優展（2016年3月19日）

### ラジオ
- レインボータウンFM 「豊田圭一のGo around the world！」[25]ゲスト出演（2014年11月11日）